# Movimiento para la Alternancia Democrática
El Movimiento para la Alternancia Democrática (en portugués: Movimento para Alternância Democrática) abreviado como Madem G15 es un partido político de Guinea-Bisáu fundado en 2018 por quince miembros expulsados del Partido Africano para la Independencia de Guinea y Cabo Verde (PAIGC).
El partido disputó las elecciones legislativas del 10 de marzo de 2019, en las cuales logró obtener 27 de los 102 escaños de la Asamblea Nacional Popular, convirtiéndose en la segunda fuerza parlamentaria del país por detrás del PAIGC, si bien quedó tercero en cuanto a voto popular detrás del Partido de la Renovación Social (PRS) por menos de 200 votos.
Presentó a Umaro Sissoco Embaló como su candidato en las elecciones presidenciales de noviembre de 2019, obteniendo segundo puesto con un 27,65% de los votos y pasando a segunda vuelta contra Domingos Simões Pereira, candidato del PAIGC, la cual tendrá lugar el 29 de diciembre.

## Resultados electorales

### Elecciones presidenciales
|  | 27.65 % |

|  | 53.55 % |

### Elecciones parlamentarias
| Año  | Votos   | %Porcentaje      | Escaños | +/- |
| ---- | ------- | ---------------- | ------- | --- |
| 2019 | 126.935 | \| \| 21.07 % \| | 27/102  |     |
|      | 21.07 % |                  |         |     |